# Trac
Trac是Edgewall公司开发并维护的开放源码網頁界面專案管理、缺陷追踪軟體。Trac的灵感来自于CVSTrac，因为能够与Subversion接口，所以最初叫做svntrac。
Trac使用Python程式語言開發。在2005年中以前，Trac以GPL發行；直到0.9版開始使用修改過的BSD許可證釋出。基本上都是屬於自由軟體的許可證。

## 主要功能
Trac使用超链接方式把软件缺陷数据库、版本控制系统和wiki内容结合起来，并作为版本控制系统的web接口，支持的版本控制系统包括Subversion、Git、Mercurial、Bazaar、Perforce、Darcs。在0.11版本之前，Trac的web展示前端由ClearSilver web模板系统提供，自0.11开始，由其自行开发的Genshi模板系统提供，但保持了对ClearSilver及其插件的兼容。
其他功能：
- 项目管理（Roadmap、Milestones，等等...）
- 追踪系统（缺陷追踪、任务等）
- 细粒度权限支持（自0.11版本开始）
- 最近活动的时间轴
- Wiki
- 可定制的报告
- 版本控制系统的web接口
- RSS Feeds
- 多项目支持
- 环境扩展（通过Python插件支持）
- iCal输出